# Sapintus ruficollis
Sapintus ruficollis is een keversoort uit de familie snoerhalskevers (Anthicidae). De wetenschappelijke naam van de soort is voor het eerst geldig gepubliceerd in 1834 door Saunders.